# Брив Шарансак
Брив Шарансак (фр. Brives-Charensac) насеље је и општина у централној Француској у региону Оверња, у департману Горња Лоара која припада префектури Пиј ан Веле.
По подацима из 2011. године у општини је живело 4288 становника, а густина насељености је износила 880,49 становника/km². Општина се простире на површини од 4,87 km². Налази се на средњој надморској висини од 607 метара (максималној 838 m, а минималној 598 m).

## Демографија
| 1962. | 1968. | 1975. | 1982. | 1990. | 1999. | 2011. |
| ----- | ----- | ----- | ----- | ----- | ----- | ----- |
| 2.022 | 2.880 | 3.713 | 4.069 | 4.399 | 4.356 | 4.288 |

График промене броја становника у току последњих година